# Saint-Jean-Brévelay

Saint-Jean-Brévelay este o comună în departamentul Morbihan, Franța. În 1 ianuarie 2022 avea o populație de 2.860 de locuitori.